# الأرجنتين في الألعاب الأولمبية الصيفية 1900
شارك رياضيّ واحد من الأرجنتين في الألعاب الأولمبية الصيفية 1900 في باريس، فرنسا.

## المبارزة
| الرياضيّ        | الحدث | الدور الأول    | ربع النهائي    | نصف النهائي    | النهائي        |
| الرياضيّ        | الحدث | ترتيب المجموعة | ترتيب المجموعة | ترتيب المجموعة | ترتيب المجموعة |
| -------------- | ----- | -------------- | -------------- | -------------- | -------------- |
| فرانسيسكو كامت | السيف | الثاني         | الثاني         | الثالث         | الخامس         |